# Autonhomer
Autonhomer (France) ou Les Deux Mains sur le volant (Québec) (Baby You Can't Drive My Car) est un épisode de la série télévisée d'animation Les Simpson. Il s'agit du cinquième épisode de la trentième saison et du 644e de la série.

## Synopsis
Après avoir pris sa commande de nuggets de poulet en voiture au Krusty Burger, Homer manque de s'étouffer en mangeant et perd le contrôle de son véhicule. Il atterrit dans le bureau de M. Burns et est viré de la centrale nucléaire. Plusieurs semaines plus tard, il est toujours au chômage et passe son temps à regarder la télévision affalé sur le canapé. Marge-lui demande de trouver un nouveau travail, elle en a assez et change de chaîne. Elle tombe sur le journal de Ken Brockman qui annonce qu'une nouvelle compagnie qui vient de s'installer à Springfield cherche à embaucher. Ils recherchent quelqu'un qui aime ne rien faire et rester assis toute la journée. Homer réussit l'entretien d'embauche de cette compagnie de technologie de voitures autonomes, qui lui demande de tester le véhicule en restant assis car celui-ci se conduit tout seul. C'est l'emploi rêvé pour lui, il aime non seulement son travail, mais aussi la cafétéria gratuite. Il pousse les employés à s'amuser, les rend plus créatifs, la direction apprécie et embauche également Marge. Ils sont tellement heureux à leur nouveau travail qu'ils poussent les employés de la centrale nucléaire à démissionner pour y être embauché. M. Burns et Smithers décident de s'y rendre incognito pour voir ce qui s'y passe.

## Réception
Lors de sa première diffusion, l'épisode a attiré 5,08 millions de téléspectateurs.